# Раменский сельский округ (Егорьевский район)
Раменский сельский округ — упразднённая административно-территориальная единица, существовавшая на территории Егорьевского района Московской области в 1994—2006 годах.
Раменский сельсовет был образован в первые годы советской власти. По данным 1923 года он входил в состав Раменской волости Егорьевского уезда Московской губернии.
В 1925 году к Раменскому с/с были присоединены Бочневский, Зарудневский и Надеевский с/с.
16 ноября 1926 года из Раменского с/с были выделены Зарудневский, Карповский и Надеевский с/с.
В 1926 году Раменский с/с включал село Раменки, деревни Березняки, Бочнево, Зарудня, Карповская, Коншево, Кувакино, Натальино, Починки, Проняево, совхоз Луч, сторожку и две дачи.
В 1929 году Раменский с/с был отнесён к Егорьевскому району Орехово-Зуевского округа Московской области. При этом к нему был присоединён Карповский с/с.
28 декабря 1951 года из Раменского с/с в Волковский было передано селение Натальино.
14 июня 1954 года к Раменскому с/с был присоединён Старовский с/с.
27 июня 1959 года к Раменскому с/с был присоединён Волковский с/с.
1 февраля 1963 года Егорьевский район был упразднён и Раменский с/с вошёл в Егорьевский сельский район. 11 января 1965 года Раменский с/с был передан в восстановленный Егорьевский район.
3 февраля 1994 года Раменский с/с был преобразован в Раменский сельский округ.
16 апреля 2003 года в Раменском с/о к деревне Старое был присоединён посёлок СПТУ-96.
21 июня 2004 года к Раменскому с/о был присоединён Бобковский сельский округ.
В ходе муниципальной реформы 2004—2005 годов Раменский сельский округ прекратил своё существование как муниципальная единица. При этом все его населённые пункты были переданы в сельское поселение Раменское (Егорьевский район).
29 ноября 2006 года Раменский сельский округ исключён из учётных данных административно-территориальных и территориальных единиц Московской области.